# 尤羅夫希納
50°1′13″N 27°22′1″E / 50.02028°N 27.36694°E
尤羅夫希納（烏克蘭語：Юровщина），是烏克蘭西部的村莊，隸屬赫梅利尼茨基州的舍佩蒂夫卡區。該村始建於1737年，面積1.14平方公里，海拔高度248米，2001年人口474，人口密度每平方公里416.5人。